# Буффало (монета)
Американский буффало (англ. American Buffalo), также Золотой буффало (англ. Gold Buffalo) — золотая монета высшей пробы из 24-каратного золота (99,99 %), выпускаемая в США c 2006 года как инвестиционная монета, так и для коллекционеров (в качестве пруф). Монета получила своё прозвище от американского бизона, изображаемого на реверсе. Это был первый случай, когда правительство Соединённых Штатов отчеканило монеты для населения из 24-каратного золота (99,99 % чистого золота). Монета имеет законное платёжное (номинальное) значение в долларах США. Из-за сочетания популярности монеты и огромного роста цены на золото с момента выпуска, её стоимость значительно увеличилась всего за несколько лет.
Первоначальная цена монеты качества пруф Монетного двора США в 2006 году составляла 800 долларов. В 2007 году монета стоила уже 899,95 долларов США, в 2009 году — 1 410 долларов США, и 2 010 долларов США в 2011 году.
Американский буффало как инвестиционная монета выпускается в США наряду с инвестиционной монетой «Американский золотой орёл», которая имеет то же золотое содержание, но более низкую пробу (91,7 %). Американский буффало был разработан для удовлетворения спроса со стороны инвесторов, ориентированных на высокие пробы золота, и является прямым конкурентом инвестиционной монеты «Канадский золотой кленовый лист».
Оформление монеты практически полностью повторяет пять центов с изображением индейца, дизайн которой был разработан выдающимся американским скульптором Джеймсом Фрейзером.
В дополнение к требованию начать серию президентских долларовых монет в 2007 году и изменить дизайн цента в 2009 году, Закон о президентских монетах в 1 доллар от 2005 года предписал производство инвестиционной монеты из 24-каратного золота весом в одну унцию с номинальной стоимостью 50 долларов и тиражом до 300 000 монет.

## Характеристики
Драгоценный металл — золото.

Масса драгоценного металла — 1 тройская унция (есть исключения: 1/2, 1/4, 1/10 тройской унции — в выпуске 2008).

Номинал — 50 долларов США (1 тройская унция).

Чистота драгоценного металла — 99,99 %.

Качество чеканки — бриллиант-анциркулейтед/пруф.

Аверс — голова индейца и год выпуска.

Реверс — американский бизон, номинал в долларах США.
На монетах в качестве пруф (тиражи для коллекционеров) слева от головы индейца присутствует клеймо монетного двора в Вест-Пойнте в виде буквы W.
В 2013 году для коллекционеров выпущена серия монет в исполнении «реверс-пруф», посвященная столетию дизайна монеты «Американский Буффало».

## Выпуск по годам
В таблице приведены тиражи инвестиционных монет (Bullion) и монет качества пруф (Proof).
| Год  | Bullion | Proof    |
| ---- | ------- | -------- |
| 2006 | 323 000 | 246 267  |
| 2007 | 167 500 | 58 998   |
| 2008 | 172 000 | 39 632*  |
| 2009 | 200 000 | 49 306   |
| 2010 | 209 000 | 49 263   |
| 2011 | 174 500 | 28 693   |
| 2012 | 132 000 | 19 765   |
| 2013 | 239 000 | 66 432** |
| 2014 | 177 500 | 20 557   |
| 2015 | 10 500  | 10 500   |
| 2016 | 219 500 | 219 500  |
| 2017 | 99 500  | 99 500   |
| 2018 | 121 500 | 121 500  |
| 2019 | 61 500  | 61 500   |
| 2020 | 242 000 | 242 000  |
| 2021 | 350 000 | 35 000   |

* Указан суммарный тираж в качестве «пруф» по всем номиналам

** Включая 47 836 монет, выпущенных в исполнении «реверс-пруф»